# Zdzisław Suchodolski

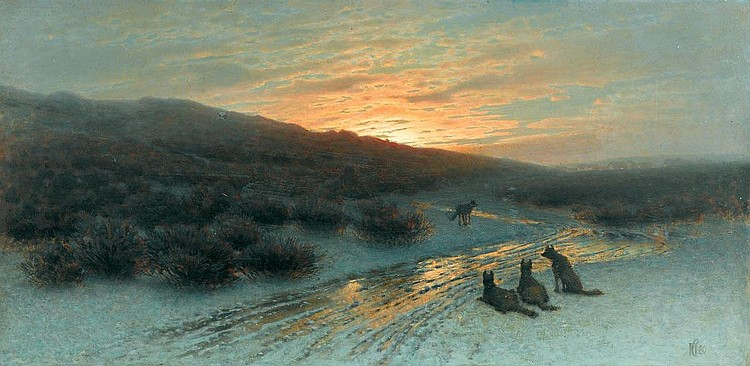
Sneeuwlandschap met wolven bij zonsondergang, 1880

Zdzisław Aleksander Mamert Suchodolski (Rome, 11 mei 1835 - München, 2 februari 1908) was een Pools kunstschilder. Hij schilderde landschappen, stillevens en portretten, maar vooral religieuze taferelen en genre-motieven.

## Biografie
Suchodolski was een telg van de Poolse adellijke familie Suchodolski resp. Suchodoletz, Hij was de zoon van de Poolse oorlogsschilder January Suchodolski en zijn vrouw Leokadia Suchodolska. De Poolse dichter Rajnold Suchodolski was zijn neef. 
Hij bezocht na een schoolopleiding in Krakau de Kunstacademie van Düsseldorf, het centrum van de Düsseldorfer school. De historieschilders Christian Köhler en Heinrich Mücke waren in de jaren 1857-1858 zijn leraren. Daarna ging hij naar Brussel, Antwerpen en Parijs. 

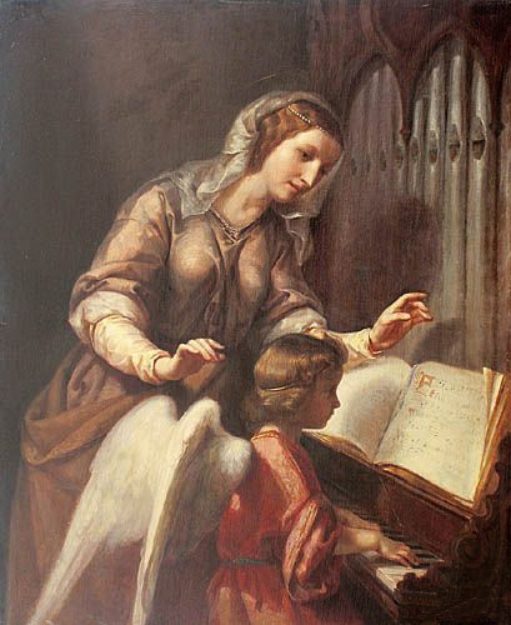
De Heilige Cecilia geeft een engel orgelles

Vanaf 1867 woonde en werkte Suchodolski in Italië. In 1874 ging hij naar Weimar  Hij was getrouwd met Lisbeth von Bauer; hun zoon Siegmund von Suchodolski werd bekend als architect en schilder. In 1880 verhuisden zij naar München, waar hij in 1908 overleed. Suchodolski schilderde landschappen, stillevens en portretten, maar vooral religieuze taferelen en genre-motieven.
- Gemeinsame Normdatei: 117365521
- RKD-Nederlands Instituut voor Kunstgeschiedenis: 460191
- Union List of Artist Names: 500358968
- Virtual International Authority File: 2085150325523210090003